# Lalla
En el Reino de Marruecos, Lalla (en árabe: لالة‎ lāl.laⓘ; también escrito como لالّا o للا; en bereber, ⵍⴰⵍⵍⴰ) es el título honorífico para los miembros femeninos de la monarquía, y precede al nombre de pila. También las mujeres santas musulmanas son llamadas Lalla. Equivale a los títulos árabes masculinos de Sidi y Mulay y en español equivaldría a «Sra.», «Señorita» o «Mi Señora».

## Terminología
Es un término de uso común en el árabe magrebí, incluyendo pues a Argelia, Túnez y Libia, aunque a diferencia de Marruecos son repúblicas. En Mauritania, Lalla es directamente un nombre de pila para la mujer. Lalla también es el nombre común para el género de flores  Fritillaria.
Tiene su origen en las lenguas amazigas, y dependiendo de la región, los bereberes dicen Lalla, Řalla or Řadja.

## Personas
Algunas mujeres famosas que son conocidas por Lalla seguido de su nombre:
- Lalla Aisha, princesa marroquí y diplomática
- Lalla Buya, personaje femenino del Rif. En rifeño, el término Lalla se escribe y pronuncia Ralla, de ahí que se conozca más como Ralla Buya. A ella se le dedican muchas canciones tradicionales llamadas izran (izlan) en rifeño
- Lalla Chella, esposa del sultán de origen meriní y abisinio Abu al-Hasan y cuya necrópolis se encuentra en Chella , Marruecos
- Lalla Fatma N'Soumer, heroína de la resistencia cabila (Argelia) contra el imperio colonial francés;
- Lalla Hasna, infanta de Marruecos
- Lalla Meryem, infanta de Marruecos
- Lalla Salma, reina consorte de Marruecos, esposa de Mohamed VI y madre del futuro Rey de Marruecos, Mulay Hasán III